# Wood Green
Wood Green is een wijk in het Londense bestuurlijk gebied (borough) Haringey, in het noorden van de regio Groot-Londen. Het ligt ongeveer 10,8 km noordelijk van Charing Cross, het centrale meetpunt van Londen. Samen met Tottenham vormt het de centrale wijk van Haringey.

## Heden, verleden en toekomst
Wood Green ontwikkelde zich pas vanaf het einde van de 19e eeuw tot een woonwijk voor Londenaren. Voor die tijd was het een grotendeels bebost gebied, behorend bij Tottenham.
Wood Green wordt in de toekomstvisie London Plan (2004/2015) aangemerkt als een van de 19 metropolitan centres van Groot-Londen met een verzorgingsgebied groter dan de eigen borough. Tevens is het samen met Haringey Heartlands een van de 38 opportunity areas in de agglomeratie, gebieden met positieve ontwikkelingsmogelijkheden.

## Voorzieningen
Wood Green heeft een belangrijke regionale verzorgingsfunctie met onder andere een groot winkelcentrum (The Mall), twee bioscopen en tal van horecavoorzieningen. High Road is de belangrijkste winkel- en uitgaansstraat.
De wijk telt twee spoorwegstations en drie metrostations: Station Alexandra Palace (East Coast Main Line), Station Bowes Park (Hertford Loop Line), Wood Green, Bounds Green en Turnpike Lane (alle drie aan de Piccadilly Line).

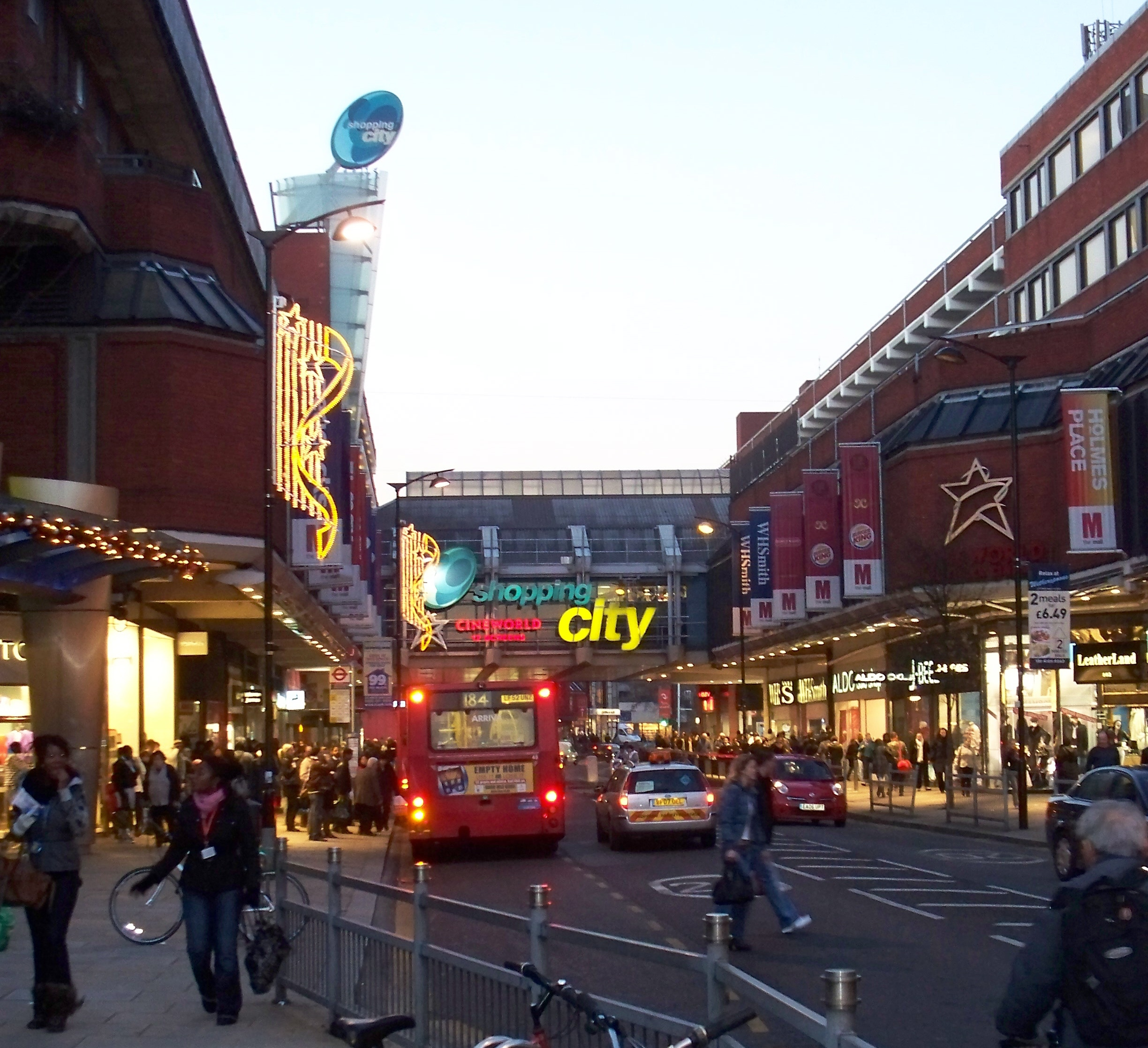
Wood Green High Road
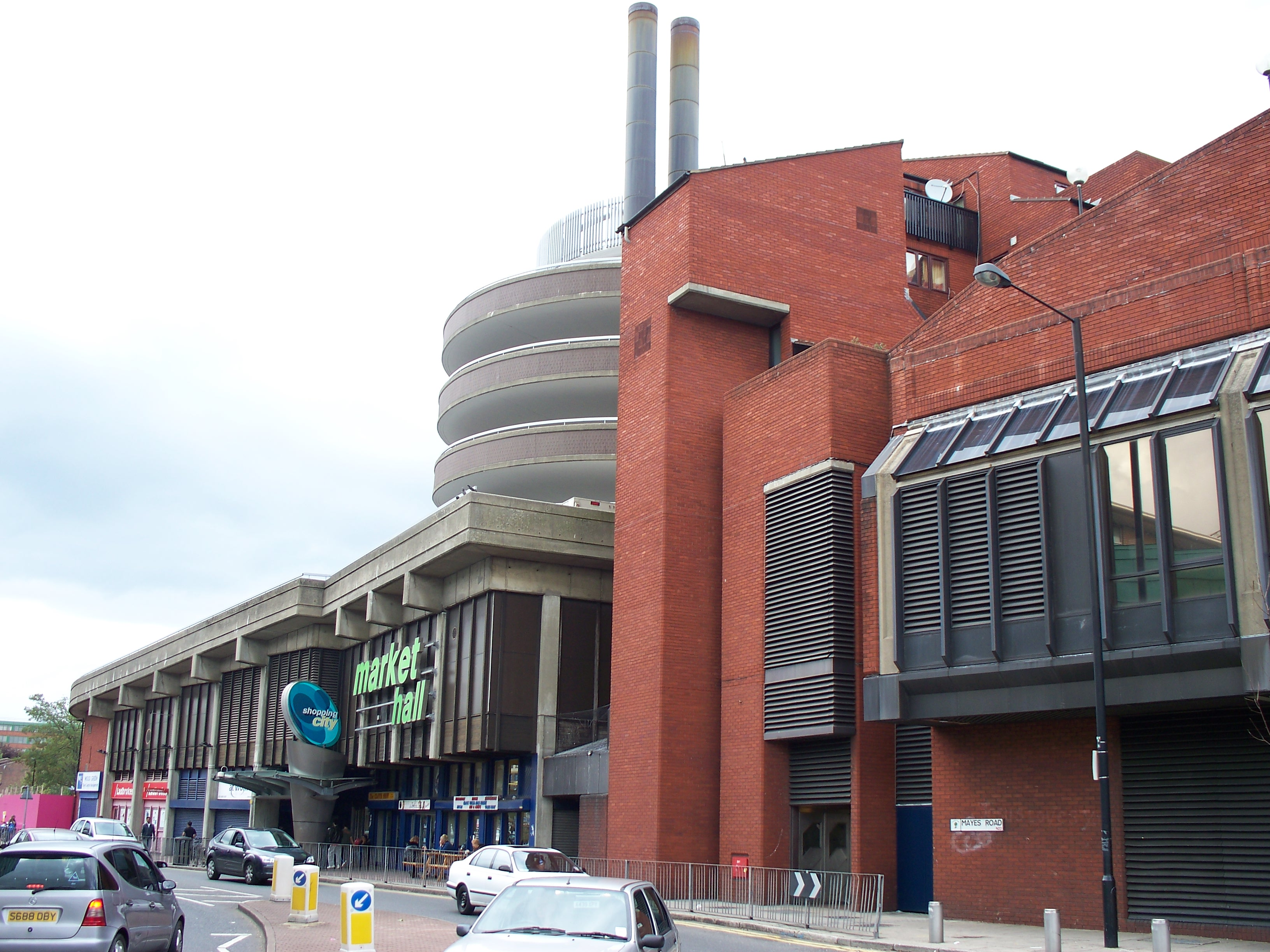
The Mall
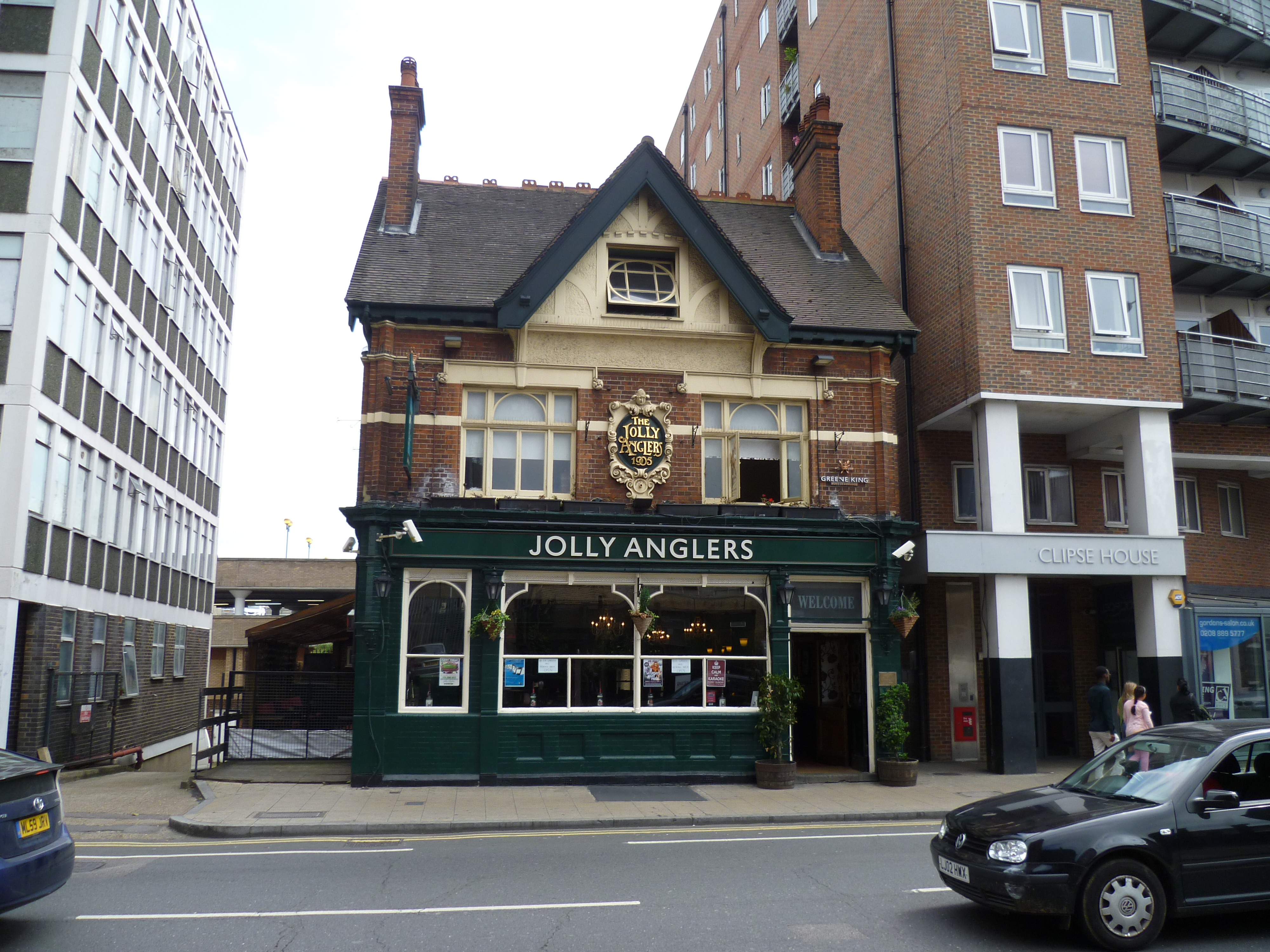
Traditionele pub

## Geboren
- Jack Hawkins (1910-1973), acteur